# ابوالمفضل شیبانی
محمد بن عبدالله بن محمد بن عبیدالله بن بهلول بن همام بن مطلب معروف به ابوالمفضل شیبانی (۲۹۷–۳۸۷ ه‍.ق) محدث شیعهٔ اهل عراق است. او از کسانی چون ابن عقده همدانی، کلینی، اسکافی، نینوایی، حمیری، رهنی، طبری، ابن عباس یزیدی، باغندی و بغوی روایت کرده است. دارقطنی از شاگردان اوست. از آثار او عبارتند از: الامالی، الدعاء، شرف التربة، المباهله، مزار امیرالمؤمنین، مزار الحسین.